# Крупець (Біловський район)
Крупець (рос. Крупец) — село в Біловському районі Курської області Російської Федерації.
Населення становить 186 осіб. Входить до складу муніципального утворення Гир'янська сільрада.

## Історія
Населений пункт розташований на території українського етнічного та культурного краю Східна Слобожанщина.
Від 2004 року входить до складу муніципального утворення Гир'янська сільрада.

## Населення
| 2002 | 2010 |
| ---- | ---- |
| 322  | ↘186 |